# Пестушко Федір Юрійович
Фе́дір Ю́рійович Песту́шко (псевдонім Юрко Степовий; 1908, Ганнівка — 1987, Нью-Джерсі, США) — український  громадський діяч, прозаїк, мемуарист, автор документальних творів про український повстанський рух. Брат Костя Пестушка (отамана Степового—Блакитного).

## Життєпис
Народився 1908 року в заможній селянській родині села Ганнівки на Катеринославщині (зараз Олександрійського району Кіровоградської області). Крім Федора в родині було ще троє хлопців (Костянтин, Іван, Микола) і троє дівчат (Поліна, Віра, Уляна).
Після закінчення середньої школи в П'ятихатках навчався в Київському університеті, став його професором.
Брав участь у радянсько-німецькій війні (1940). Потрапивши до Західної України, став членом керівництва ОУН. Після Другої світової війни — в еміграції.
18 років редагував «Нову зорю» — українську католицьку газету та 10 років — часопис «Українське життя». Вважався бездоганним знавцем української мови.

## Твори
Автор документальних книг про ганнівських повстанців, очолюваних братом Костем Степовим—Блакитним, «В херсонських степах» (1947) та «Зв'язкова Віра»; збірки оповідань про голодомор 1932–1933 років «Сміх крізь сльози».

## Видання
- Син Закарпаття (українське революційне підпілля в Києві 1941—1942 р.) [Архівовано 11 жовтня 2021 у Wayback Machine.]. Мюнхен : Вид-во ім. М. Хвильового, 1947. 34 с.
- В херсонських степах [Архівовано 11 жовтня 2021 у Wayback Machine.]. Мюнхен : Культура, 1947. 127 с.
- Зв'язкова Віра [Архівовано 11 жовтня 2021 у Wayback Machine.]. Мюнхен : Вид-во ім. М. Хвильового, 1948. 67, [1] с.
- Сміх крізь сльози [Архівовано 11 жовтня 2021 у Wayback Machine.]. Чикаго : Демократичне Об’єднання Бувших Репресованих Українців з-під совєтів (ДОБРУС) у США, 1955. 68 с.
- Отаман Степової дивізії. К. : УВС, 2021. 272 с.[3]